# ديكستر فليتشر
ديكستر فليتشر (بالإنجليزية: Dexter Fletcher) (و. 1966 – م) هو ممثل، ومخرج سينمائي من المملكة المتحدة .

## روابط خارجية
- ديكستر فليتشر على موقع IMDb (الإنجليزية)
- ديكستر فليتشر على موقع روتن توميتوز (الإنجليزية)
- ديكستر فليتشر على موقع قاعدة بيانات الأفلام العربية
- ديكستر فليتشر على موقع ألو سيني (الفرنسية)
- ديكستر فليتشر على موقع ميوزك برينز (الإنجليزية)
- ديكستر فليتشر على موقع أول موفي (الإنجليزية)
- ديكستر فليتشر على موقع قاعدة بيانات الأفلام السويدية (السويدية)
- ديكستر فليتشر على موقع إن إن دي بي (الإنجليزية)
- ديكستر فليتشر على موقع قاعدة بيانات الفيلم (الإنجليزية)
- ديكستر فليتشر على موقع كينوبويسك (الروسية)